# Makak rhesus
Makak rhesus (Macaca mulatta) je úzkonosý primát z čeledi kočkodanovití. Má sedm poddruhů. Žije v Asii od Afghánistánu přes Indií, Barmu, Thajsko až po Vietnam a jižní Čínu. Obývá celou řadu biotopů od tropických pralesů, přes polopouště a bažinaté oblasti, od nížin až po horská pásma do 3000 m n. m.

## Popis
Dospělý jedinec má tělo dlouhé 50 až 60 cm a ocas do 25 cm. Na rozdíl od ostatních makaků má ocas jen poloviční délky těla. Jeho hmotnost se pohybuje mezi 7,5 až 8,2 kg. Srst má zbarvenou hnědě až šedo hnědě, břicho a hlavu má světlejší. Má lícní torby a velké rudé sedací mozoly. Jednotlivé poddruhy se od sebe liší velikostí, zbarvením a délkou i kvalitou srstí.

## Stravování
Jsou to všežravci, živí se ovocem, semeny, listy a pupeny stromů a keřů, zeleninou, různými částmi bylin a drobnými živočichy. Díky své všežravosti jsou postrachem farmářů, protože jim ničí úrodu, velmi rádi si pochutnávají na plodech ovocných stromů nebo na kukuřičných klasech.

## Život v tlupě
Žijí v tlupách, které čítají obvykle od deseti do padesáti jedinců a mohou být velmi agresivní. V čele tlupy je statný samec, který se nesnáší s jinými. Všechny konkurenty se snaží od své družiny odehnat. Když však narušitel neustoupí, může souboj vést až k smrti jednoho z protivníků. Vítěz bere vše a tak získá celý harém. Teritorium nemají přesně vymezené. Jsou to denní tvorové, pobývají více na zemi než na stromech, pohybují se po čtyřech končetinách.
Nevyhýbají se ani osídleným oblastem a setkat se s nimi lze v kterémkoliv prostředí - přímo ve středu města na historických památkách, v klášterech, na vesnicích nebo v divokých pralesích. Domorodci je nepronásleduji, ani když hodují na jejich polích, ačkoliv nepatři mezi posvátná zvířata. Hinduistické náboženství je vůči přírodě velice milosrdné a nedovoluje zabíjet zvířata nebo jim ubližovat. Po staletí tak žije makak rhesus ve vzácné shodě s lidmi.

## Rozmnožování
V období říje dochází u samice ke zduření pohlavních orgánů a jejich okolí. Po oplodnění samcem trvá březost asi 165 dnů. Samice nosí mládě na břiše a kojí je více než jeden rok. Pohlavně dospívají ve 3 až 5 letech. Plné tělesné vyspělosti dosahují až ve věku okolo šesti roků. Nedospělého samce poznáme podle růžového šourku, zatímco dospělý jej má červený.
Dožívají se ve volné přírodě 20 a v zajetí i 30 let.

## Využití
Jsou to primáti, kteří jsou nejčastěji využívání k laboratorním pokusům. Mnoho jich bylo chováno v zařízeních při lékařských výzkumných ústavech a laboratořích, kde byli využíváni jako velice důležitá pokusná zvířata. Jednou z památek na dřívější využití makaků rhesus jako laboratorních zvířat je zkratka antigenu vyskytujícím se v červených krvinkách asi u 85 % lidské populace, tzv. Rh faktor (Rh = rhesus). Makak rhesus býval kdysi jednou z nejznámějších opic vůbec. Nechyběl totiž v žádném cirkuse či zvěřinci, jsou to opice velmi inteligentní a snadno ovladatelné.
Poptávka výzkumníků po těchto opicích byla v jednu dobu taková, že indická vláda vydala nařízení omezující jejich vývoz. Mezi další velké vývozce patří Vietnam a Čína. Mnoho světových laboratoří již nyní používá všechny, nebo podstatnou část makaků pro výzkum ze svých laboratorních chovů.
Ve staré čínské medicíně se používá tzv. „Calculus Macacae Mulattae“ – bezoár – kámen ze zažívacího traktu makaka rhesus. Roztlučené bezoárové kameny se používaly jako lék proti otravám všeho druhu, proti nevolnostem, bolestem, poruchám zažívání, epilepsii a dokonce proti zlým duchům.

## Poddruhy
Na tak velkém a členitém území které makak rhesus obývá se vytvořilo několik poddruhů. Ty, které obývají hory, jsou velké s dlouhou hustou srstí, zatímco například ty z jižních části Indie jsou drobnější a srst mají krátkou a řídkou.
Rozeznáváme tato poddruhy:
- Macaca mulatta lasiota Gray, 1868
- Macaca mulatta littoralis Elliot, 1909
- Macaca mulatta mulatta Zimmermann, 1780
- Macaca mulatta sanctijohannis Swinhoe, 1866
- Macaca mulatta siamica Kloss, 1917
- Macaca mulatta tcheliensis Milne-Edwards, 1870
- Macaca mulatta vestita Milne-Edwards, 1892